# Leonardo Ferreira da Silva
Leonardo Ferreira da Silva, detto Léo (Campinas, 19 luglio 1980), è un calciatore brasiliano, attaccante dell'Hadranus.

## Carriera

### Club
Léo vestì le maglie di Corinthians Alagoano, GKS Katowice, Brasiliense, Al-Shabab, Bragantino, Grêmio Jaciara e Altach. Passò poi ai norvegesi dello HamKam, per cui debuttò nella Tippeligaen il 6 agosto 2008, nella sconfitta per 1-0 contro il Tromsø. Collezionò 8 presenze nella massima divisione norvegese, ma non riuscì a salvare lo HamKam dalla retrocessione.
Lasciò così la squadra e passò al Grödig, per poi passare al South China, allo Yangon United e allo Smouha, ritrovandosi svincolato al termine di questa esperienza.

## Palmarès

### Club

#### Competizioni nazionali
- Campeonato Brasileiro Série B: 1

Brasiliense: 2004
- Hong Kong Premier League: 1

South China: 2009-2010

#### Competizioni statali
- Campionato Brasiliense: 2

Brasiliense: 2004, 2005